# Ønske
Et ønske er et håb eller et begær. I fiktion kan ønsker bruges som vigtige dele i et plot. I eventyr og folklore kan det at "have et ønske", "få et ønske til at gå i opfyldelse" eller at "få et ønske" være en del af temaet. Dette ses bl.a. i fortællingen om Aladdin i Tusind og en Nat.
I forbindelse med livsbegivenheder som fødselsdag, vielse eller konfirmation samt til jul er det i den vestlige verden også normalt at have ønsker til gaver, som kan nedfældes på en ønskeliste.